# Herbert von Oettingen
Herbert Egon Friedrich von Oettingen (* 2. Dezemberjul. / 14. Dezember 1878greg. in Dorpat, Estland; † 18. Oktober 1946 in Nümbrecht, Oberbergischer Kreis, Nordrhein-Westfalen) war ein deutschbaltischer Superintendent und Schulleiter.

## Familie
Er entstammte einem alten, ursprünglich aus Westfalen stammenden Adelsgeschlecht und war der Sohn des Medizinprofessors Georg von Oettingen (1824–1916), Rektor der Universität Dorpat, und dessen zweiter Ehefrau Dorothea Baronesse von Wrangell (1847–1916).
Oettingen heiratete am 13. Januar 1909 in Elberfeld Marianne Schniewind (* 14. Januar 1884 in Elberfeld; † 29. Januar 1941 in Remscheid-Lüttringhausen), die Tochter des Kaufmanns, Seidenfabrikanten und Handelsrichters Julius Schniewind und der Elisabeth Burchard aus Hamburg. Das Ehepaar hatte fünf Kinder, Johanne (†) Dora († 2009), Marianne (2012) Georg (†) und Herbert (†).
Der älteste Bruder hieß Werner von Oettingen; er setzte sich als NS-Funktionär mit Goldenem Parteiabzeichen bei Himmler erfolgreich für die Freilassung seiner Nichte Dora ein, als diese aus ihrer Haft in Frankfurt am Main (Februar bis Juli 1942) in ein KZ gebracht werden sollte.
Der Bruder aus der ersten Ehe seines Vaters war der Kunsthistoriker und Germanist Wolfgang von Oettingen (1859–1943).

## Leben
Er legte auf der Internatsschule der Herrnhuter Brüdergemeine in Niesky seinen Realschulabschluss ab und lebte anschließend bis zu seinem Abitur 1900 bei einer Tante in Wernigerode. Er studierte in Erlangen, Berlin und Halle Theologie, wo er nach einer Glaubenskrise ein Erweckungserlebnis hatte. Anschließend wirkte er zwei Jahre als theologischer Lehrer an der Evangelistenschule Johanneum in Wuppertal. Später bekleidete er Pfarrstellen in Nümbrecht (1908–1912), Viersen (1912–1919), Davos (1919–1922) und Gummersbach (1922–1935). Ab 1925 war er außerdem Superintendent des Kirchenkreises An der Agger. Im Dritten Reich schloss er sich der Bekennenden Kirche an.

## Publikationen
- Vom Christentum der Tat: der Jakobusbrief. Eine Anleitung zum Studium und zum Verständnis für unsere Zeit (= Hefte zum Bibelstudium 5), Barmen 1923.
- Ich und meine Bibel, Berlin 1935.
- Predigt über Lukas 12,32. Gehalten am 1. Januar 1937 in der Gemarker Kirche zu Wuppertal-Barmen. In: In Jesu Namen. Zwanzig Predigten. Siegen in Westfalen 1937.
- Gott in der Faust? Ein Versuch bibellesenden Gemeinden das Buch Hiob verständlich und lebendig zu machen. Neukirchen 1939.